# Final Home當我們混在一起世界巡迴演唱會
Final Home當我們混在一起世界巡迴演唱會是臺灣樂團五月天的第五次大型演唱會，亦是他們第一次舉行的世界巡迴演唱會。2004年12月25日於臺灣台南市進行首場演出，並於2006年7月23日在台北市畫下句點。

## 製作
主辦單位
- 滾石唱片

製作單位
- 滾石唱片、天空工作室

演出人員
- 五月天（阿信、怪獸、瑪莎、石頭、冠佑）

特邀樂手
- 第三位吉他手：赤木
- 鍵盤手：周恆毅
- 五月天技師團：黄士、黃少谷（黃牛）、陳聖弘（雞毛）、邵崇柏（小猴）
- 舞者：R2專業舞蹈工作室
- 太鼓指導：台北極鼓擊 張家齊
- 太鼓：台北極鼓擊 廖梨月、謝雨耘

幕後人員
- 總監：段鍾潭
- 監製：陳勇志
- 製作人：怪獸
- 製作統籌：張艾玲（天空工作室）
- 舞台監督：朱建仲、李貴齡、張亞南
- 舞台經理：張崇杰
- 行政票務統籌：徐采廷
- 翻譯：鍾雨欣、蘇奕文、郭慧琳
- 影像統籌：游紹
- 影像製作：游紹、比爾賈

## 曲序
以下列表僅以2004年12月25日台灣台南場表演的曲目為代表，具體曲目在其他各場次可能出現變化。
1. 孫悟空
2. 終結孤單
3. 聖誕夜驚魂
4. OK啦
5. 叫我第一名
6. 燕尾蝶
7. 愛情萬歲+脫掉
8. 時光機
9. 輕功
10. 賭神
11. 恆星的恆心
12. I Love You無望
13. 武裝
14. 一顆蘋果
15. 而我知道
16. 回來吧
17. 超人
18. 瘋狂世界
19. Hosee
20. 晚安 地球人
21. 這個世界
22. 擁抱
23. 相信
24. 神的孩子都在跳舞
25. 當我們同在一起
26. 小護士
27. 人生海海
28. 讓我照顧你Enrich your life
29. 心中無別人
30. 約翰藍儂
31. 垃圾車
32. 憨人

安可曲
1. 軋車
2. 志明與春嬌
3. 溫柔
4. 聽不到
5. 倔強
6. 透露
7. 晚安曲

## 巡演場次
| 場次 | 日期           | 城市   | 國家/地區 | 場地             | 表演嘉賓      | 附註                   |
| ---- | -------------- | ------ | --------- | ---------------- | ------------- | ---------------------- |
| 1    | 2004年12月25日 | 台南市 | 臺灣      | 市立體育場       |               |                        |
| 2    | 2005年1月8日   | 台北市 | 臺灣      | 市立體育場       | Energy        |                        |
| 3    | 2005年2月19日  | 洛杉磯 | 美國      |                  | 梁靜茹        |                        |
| 4    | 2005年2月20日  | 聖荷西 | 美國      |                  | 梁靜茹        |                        |
| 5    | 2005年3月19日  | 台中市 | 臺灣      | 市立體育場       |               |                        |
| 6    | 2005年10月22日 | 上海   | 中國大陸  | 虹口足球場       | Energy 蔡依林 |                        |
| 7    | 2005年11月5日  | 北京   | 中國大陸  | 工人體育館       | 李宗盛        | 鼓手冠佑向女友求婚成功 |
| 8    | 2005年12月10日 | 新加坡 | 新加坡    | 新加坡室內體育館 |               |                        |
| 9    | 2006年1月7日   | 成都   | 中國大陸  | 四川省體育館     | 陳綺貞        |                        |
| 10   | 2006年1月14日  | 吉隆坡 | 馬來西亞  | 默迪卡體育場     |               |                        |
| 11   | 2006年1月20日  | 大阪   | 日本      | 梅田藝術劇場     |               |                        |
| 12   | 2006年5月1日   | 香港   | 香港      | 香港體育館       | 陳綺貞 周華健 |                        |
| 13   | 2006年7月22日  | 台北市 | 臺灣      | 臺北小巨蛋       | Energy        | Final Final Home       |
| 14   | 2006年7月23日  | 台北市 | 臺灣      | 臺北小巨蛋       | 王力宏        | Final Final Home       |

## 相關影音
| 發行日期      | 名稱                                | 類型          |
| ------------- | ----------------------------------- | ------------- |
| 2005年5月27日 | Final Home當我們混在一起 Live全紀錄 | 演唱會影像DVD |